# Мир-и-Триншет, Жоаким
Жоаким Мир-и-Триншет (кат. Joaquim Mir i Trinxet ; 6 января 1873, Барселона — 27 апреля 1940, Барселона) — испанский художник, родом из Каталонии, живший в Барселоне. Известен картинами, изображающими природные пейзажи, насыщенные светлыми красками. Его работы являются ярким примером каталонского модернизма.

## Барселона и Париж
Семья Мира-и-Триншета принадлежала к зажиточному каталонскому роду. Отец был представителем иностранных компаний, некоторые из которых были из Нюрнберга. Жоаким Мир учился в школе Льотии затем был принят в сообщество художников Колья-дель-Сафра, в которое также входили Рикард Канальс, Исидре Нонель и Рамон Пишот-и-Жиронес. Работая художником в сообществе, в 1899 году он отправился на Мальорку с Сантьяго Рузиньолом, где познакомился с мистическим бельгийским художником Вильям Дегув де Нунквом, чьи работы повлияли на самого Жоакима. Работая на Мальорке в одиночестве, Мир написал несколько пейзажей, в которых сочетались формы и хроматические цвета. Первая выставка его работ прошла в Барселоне в 1901, оценки критиков были положительными, но общество охарактеризовало его работы как сложные для восприятия. После этого, вплоть до 1905 года, он продолжал работать на Мальорке, на этот раз картины были полны ярких цветов и не содержали выраженных форм. В эти годы написал картину «Деревня с террасами», моделью послужила горная деревня Маспужольс в провинции Таррагона Каталонии.
В 1913 творчество Мира приобретает более реалистичные сюжеты, картины этого периода приносят известность художнику. В этот период в его работах преобладает мистицизм, абстракция и природа, представленная в несвойственно ярких красках.
Среди художников, с которыми был знаком Мир в этот период своей жизни, особое воздействие на его творчество оказали Лауреа Баррау, Сантьяго Рузиньол, Эжен Каррьер, Пюви де Шаванн и Игнасио Сулоага.
Он был одним из немногих испанских художников, которые не стали продолжать своё художественное обучение в Париже, при этом Мир регулярно гостил у Рамона Касаса и Сантьяго Рузиньол, которые проживали в Мулен де ла Галетт в районе Монмартр совместно с художественным критиком Микелем Утрильо и художником эскизов Рамоном Карнудасом. Сантьяго Рузиньол написал это время в серии статей «Desde el molino» («Из мельницы») для газеты La Vanguardia.
Французские импрессионисты не оказали такого влияния на творчество Мира как Касас. Стиль, который впоследствии будет известен как каталонский модернизм, пока ещё не сформировался полностью, но постепенно начало собираться общество успешных каталонских деятелей искусства, которые больше сопоставляли себя с культурой Барселоны нежели Парижа.
Тем временем, богемный круг, в который входили Касас и Сантьяго Рузиньол, часто стал организовывать выставки собственных работ в Барселоне и Сиджес. Благодаря этому, Жоаким Мир стал больше времени проводить в Барселоне или в её окрестностях.
После путешествия на Мальорку с Рузиньолом, Мир-и-Триншет в 1903 году участвовал в работе над несколькими фресками для дома Триншет.
Личные бумаги Жоакима Мира хранятся в Библиотеке Каталонии.

## Манифест художника
«Все, чего я хочу, чтобы мои работы зажигали сердце и наполняли глаза и душу светом». Так Мир-и-Триншет подытожил свой личный творческий манифест в 1928 году.
Сочетание цвета и света было наиболее важными для Мира, он использовал эти средства для построения собственного художественного языка, с помощью которого затем создавал удивительно современное творчество, выходящее за пределы импрессионизма или символизма, с которыми часто стремились ассоциировать его критики.

## Художественные работы
Мир писал пейзажи в Таррагоне и Майорке(возможно его самые известные работы и, конечно, те, которые больше всего способствовали созданию мифа о художнике связанном с природой и потерявшим себя в бреду света и цвета). В поздних работах, созданных в Виланове-и-ла-Жельтру, Mir усилил реализм. Он также работал во время своих поездов в Андорру, Монсеррат, Миравет и Гуалбу.

## Дом Триншет

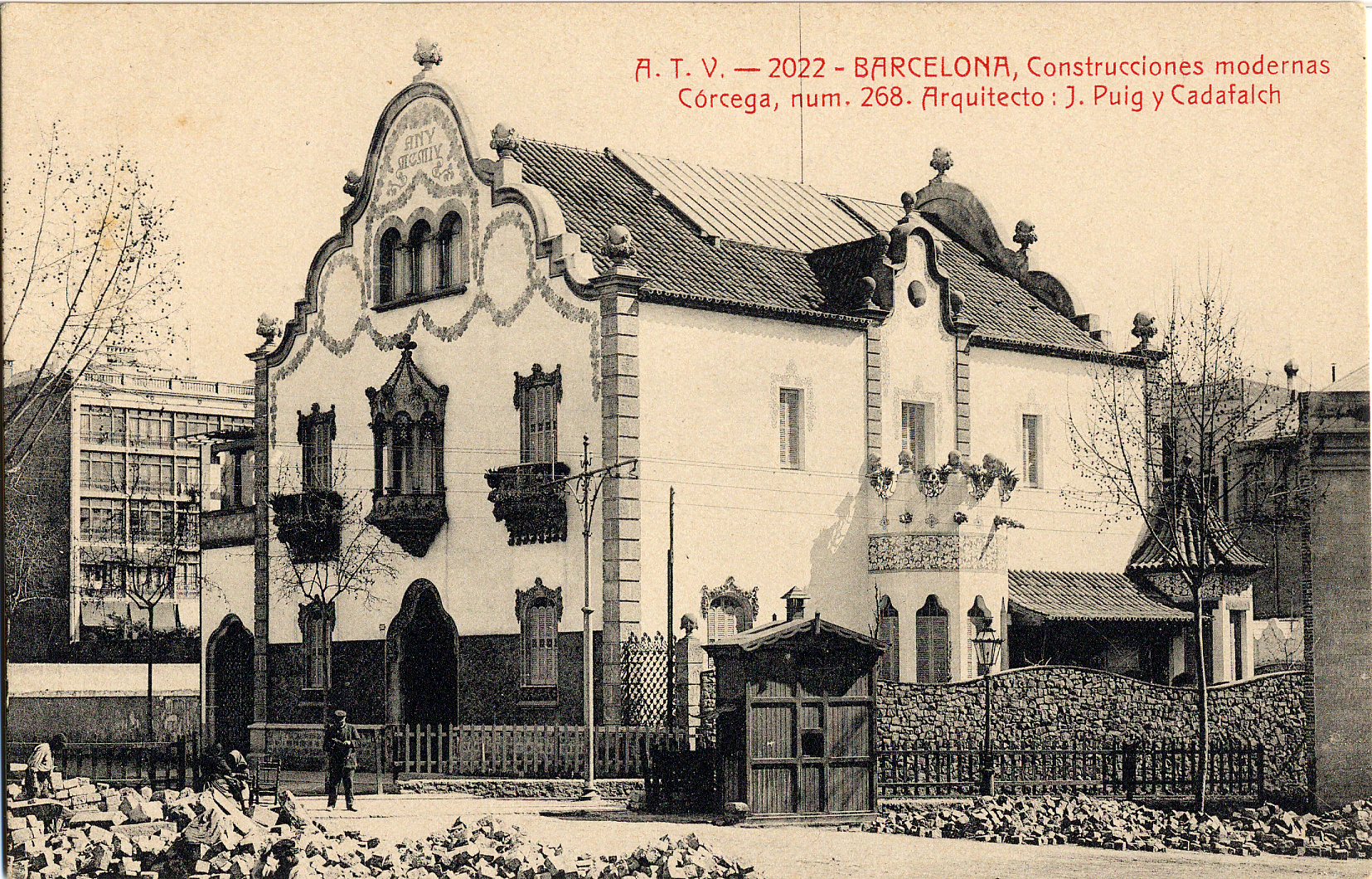
Дом Триншет

Особое внимание стоит обратить на крупные работы для дома Триншет в Барселоне, в котором Мир запечатлел общую идею пейзажа. Особняк был спроектирован каталонским архитектором-модернистом Жозепом Пуч-и-Кадафалком и построен за 2 года (с 1902 по 1904 год) в районе Эшампле в Барселоне. Дом Триншет был одной из жемчужин Барселонского модернизма и одним из зданий барселонского «Квартала раздора», названного так из-за построек конкурирующих архитекторов Люьиса Доменек-и-Монтанера, Жозепа Пуч-и-Кадафалка и Антонио Гауди.
Дом принадлежал Авельи́ Триншету, дяде Мира, который был членом семьи Триншет, занимающейся текстильной промышленностью в Барселоне. Авельи́ Триншет также владел фабрикой собственного имени, построенной в 1907 году Жоаном Альсиной-и-Арусом в Кан-Триншете, в районе Оспиталет-де-Льобрегат рядом с Барселоной, и выполненной в модернистском стиле.
Любопытен стиль работы Мира, изображение импрессионистически рассеяно, что не свойственно другим его работам, которые решительно менее фрагментированы. Это цветные пятна, туманные точки, которые бросаются в глаза. Мир использует технику, которая придает изображению мистицизм, а также магическое свечение цветов, оранжевыми, желтыми и зелеными тонами. Перед нами предстает тепло и свежесть сада, насыщенность, обеспеченная яркими цветами, роса, которая осела на листьях и трава, проросшая внутрь забора. Это картина, увлекающая зрителей, поглощающая их в особую атмосферу, создает особую энергетику в помещении.
Работа над фресками в доме Триншет была самым активным творческим периодом в жизни Жоакима Мира.
Дом Триншет был разрушен в 1968 несмотря на попытки художников и интеллектуалов создать из него музей модерна.

## Импрессионист, художник пейзажист
В действительности палитра цветов, используемая Жоакимом Мир-и-Триншетом, совпадает с палитрой, используемой в импрессионизме, кроме того, исключение чёрного цвета и замена его на комбинации цветов для изображения теней также свойственно импрессионизму. При этом Мир использовал эти технические приемы для создания собственного пейзажного мира. Вместо того чтобы усвоить и воспроизвести теории, преобладающие в то время, его работы, создаваемые на основании собственных требований, явили новый своеобразный взгляд на природу и свет.
Мир был художником-пейзажистом, который представил пейзаж в новом, ещё неизвестном измерении. Для этого он использовал широкий спектр дополнительных цветов. Это ключ к энергии цвета в творчестве Хоакина Мира и инструмент, который придает его работам цвет, а не по форму, наполняя пейзажи душой.
Последователем его стиля является Salvador Masana.

## Мир Тринксет как кинорежиссёр
Существует большое аудиовизуальное произведение, называющееся Кино взгляд Мира, представляет его в роли кинорежиссёра любителя. Сейчас записи, сделанные в период с 1930 по 1936 годы, хранятся в коллекции сына художника. На них зрители могут увидеть жизнь семьи Мира и сравнить реальные сцены с его картинами.

## Каталонский модернизм
В январе 2011 Фонд de l’Hermitage в Лозанне организовал крупную выставку, посвященную испанскому искусству конца 20 века. Выставка освещала творческое развитие художниках поколения 1898 года, которые появились после тяжелых потрясений, пережитых Испанией в течение 19 века. Представленные работы являются частью современной волны искусства, которая возникла в среде испанского авангарда. Фонд de l’Hermitage выбрал несколько работ Мира.
Согласно фонду: «Художники, толкнувшие Испанию в эру модерна в искусстве — это совсем неизвестные имена за пределами Испании: Береуте, Сантьяго Рузиньол, Казас, Англада, Пиназо, Жоаким Мир-и-Триншет, Регойос и многие другие, создававшие образ испанской живописи в начале 20 века».

## Память

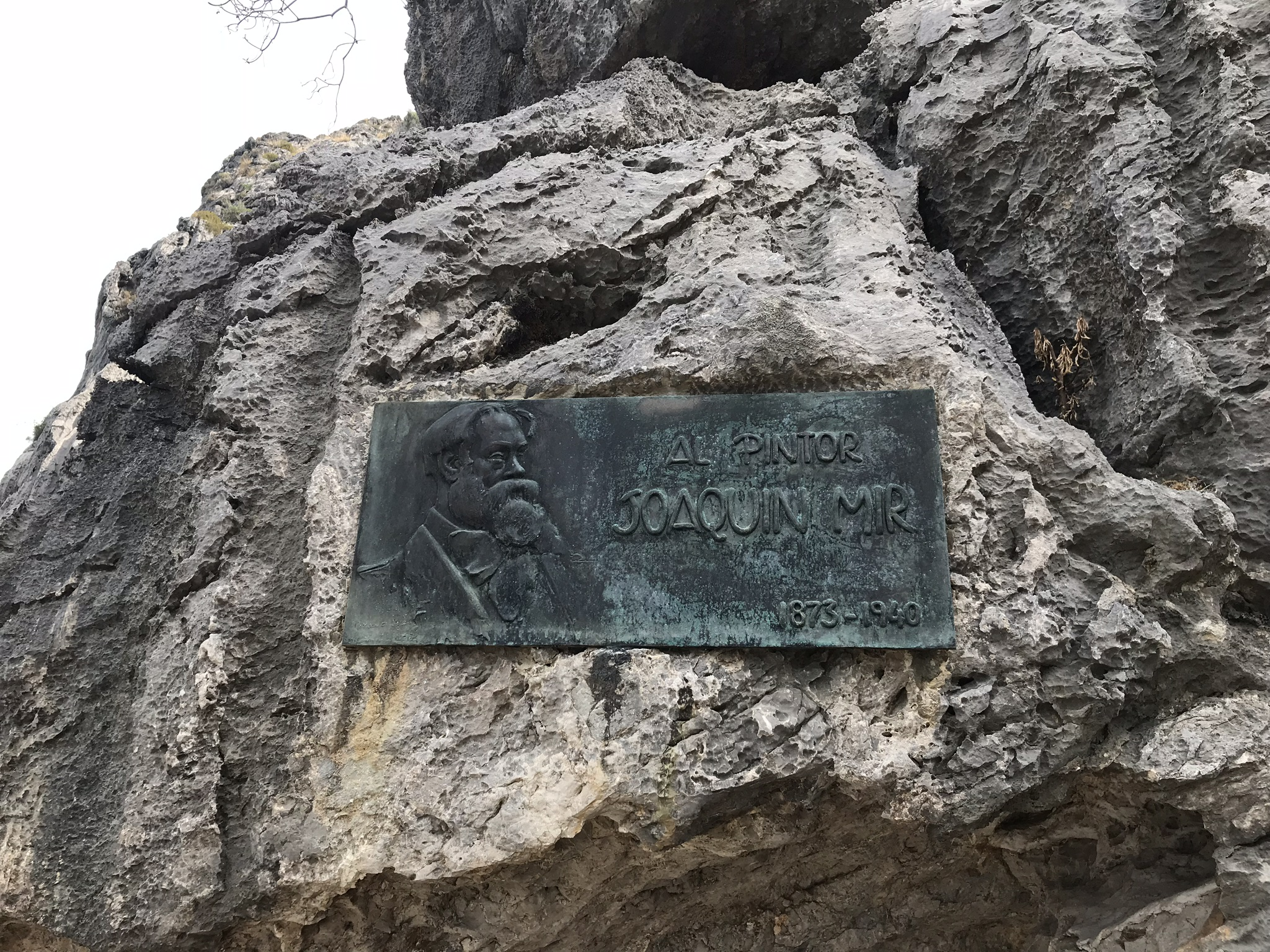
Мемориальная доска Жоакиму Миру на скале возле ущелья Торрент-де-Паррейс, Са-Калобра на острове Майорка

- Мемориальная доска на скале возле ущелья Торрент-де-Паррейс в посёлке Са-Калобра на северо-западном побережье острова Майорка.
- Мемориальная доска на в Барселоне по Каррер-Гран-де-Грасия на фасаде дома, где умер художник; установлена в 1952 г.